# Сезар (фильм, 1936)
Сезар (фр. César) — французская романтическая драма 1936 года режиссёра Марселя Паньоля, снятая по одноимённой пьесе и сценарию Марселя Паньоля. «Сезар» — единственный из трёх фильмов «Марсельской трилогии», сценарий которого был написан Паньолем специально для кинопостановки. Предыдущие две ленты: «Мариус» и «Фанни» были адаптациями одноименных пьес Паньоля.

## Сюжет
Действие фильма происходит спустя 20 лет после событий в фильме «Фанни». 

## В ролях
| Актёр          | Роль          |
| -------------- | ------------- |
| Ремю           | Сезар Оливье  |
| Пьер Френе     | Мариус Оливье |
| Оран Демази    | Фанни         |
| Фернан Шарпен  | Паниссо       |
| Алида Руфф     | Онорина       |
| Робер Ваттье   | месье Брен    |
| Милли Матис    | тётя Клодина  |
| Марсель Мопи   | кочегар }     |
| Поль Дюллак    | Эскартефиг    |
| Эдуард Дельмон | врач          |